# A Way Out of the Wilderness
A Way Out of the Wilderness ist ein amerikanischer Dokumentar-Kurzfilm aus dem Jahr 1968. Es zeigt im staatlichen Auftrag den Alltag von Kindern mit Behinderungen im Plymouth State Home and Training School, Northville, Michigan, und dem Woodhaven Christian Home for Children in Columbia, Missouri.
Der Film handelt von dem neuen Ansatz, mit Kindern mit Behinderungen umzugehen. Statt sie wegzusperren, werden sie in einem Heim in Kooperation mit deren Eltern und einer nahegelegenen Universität auf die Rückkehr in die Außenwelt vorbereitet. Im Heim versucht man, sich auf die Herausforderungen des Individuums zu fokussieren und es so unabhängig von fremder Hilfe und damit so autonom wie möglich zu machen. Die Kinder werden medizinisch betreut, werden bei Eignung unterrichtet und gehen zum Beispiel in einem Kaufhaus einkaufen oder besuchen den Zoo. Der Film erwähnt jedoch auch, dass so ein Heim nur die zweite Wahl zum Leben mit der eigenen Familie sein kann. Zudem wird von den ökonomischen Herausforderungen der Heime berichtet, denn obgleich sie modern aussehen können, ist ihre Praxis entscheidend. Gruppenlösungen aufgrund fehlenden Personals werden kritisiert und es wird zur Freiwilligenarbeit aufgerufen, damit auch die schwerstbehinderten Kinder mehr Aufmerksamkeit bekommen können.
Der positive Effekt vom Kontakt mit der Außenwelt wird erwähnt und dass diese mehr Akzeptanz zeigen müsse, so dass die Kinder ein Teil dieser werden können.
Der Film wurde bei der Oscarverleihung 1969 in der Kategorie Bester Dokumentar-Kurzfilm nominiert.